# Survivor (álbum de Destiny's Child)
Survivor é o terceiro álbum de estúdio do girl group americano Destiny's Child. Foi lançado através da Columbia Records em 1 de maio de 2001. O projeto conta com produção musical da integrante Beyoncé e J.R. Rotem, com produção adicional de Poke & Tone, Cory Rooney e Mark J. Feist. Foram lançados quatro singles oficiais do disco, dos quais "Independent Women Part I" e "Bootylicious" alcançaram a posição máxima na parada musical Billboard 100, dos Estados Unidos.
Nos Estados Unidos, Survivor tornou-se o primeiro e único álbum do Destiny's Child a debutar no topo da parada musical Billboard 200 — com vendas na primeira semana de 663 mil cópias —, posto em que manteve-se por duas semanas consecutivas. Ele rendeu três indicações aos Grammy Awards para o grupo, vencendo o de Melhor Performance de R&B por Duo ou Grupo com Vocais. Foi certificado como platina quádrupla pela Recording Industry Association of America (RIAA), denotando vendas de 4 milhões de exemplares. A revista Billboard classificou-o no número 70 na lista dos 200 discos mais bem sucedidos da década em suas tabelas. Tornou-se o terceiro álbum mais comprado globalmente em 2001 e, desde então, estimam-se que tenha distribuído cerca de 10 milhões de cópias.

## Concepção

#### Antecedentes
Em dezembro de 1999, LeToya Luckett e LaTavia Roberson tentaram separar o Destiny's Child de seu empresário, Mathew Knowles, alegando que ele estava as repassando uma parcela desingual dos lucros do grupo e que ele favorecia injustamente sua filha Beyoncé e Kelly Rowland. Quando o videoclipe de "Say My Name" estreou, em fevereiro de 2000, Roberson e Luckett descobriram que estavam sendo substituídas, sem prévio aviso, por Michelle Williams, ex-cantora de apoio de Monica e Farrah Franklin, uma aspirante a cantora e atriz. Em julho, apenas cinco meses após a adesão, foi anunciado que essa última citada estava deixando o grupo. De acordo com as integrantes remanescentes, Franklin perdeu um punhado de aparições promocionais e concertos e foi convidada a se retirar. Ela, por sua vez, declarou que a decisão partiu de si mesma, devido a sua incapacidade de afirmar qualquer controle nas tomadas de decisões.

### Produção e gravação
Depois de emergir como ponto focal do grupo, Beyoncé assumiu maior controle criativo na música do Destiny's Child, ao escrever o material e até mesmo produzir algumas de suas canções. Ela explicou: "Eu só queria fazer três músicas [...] a gravadora disse: 'Faça outra música, faça outra música, faça outra música'. Não foi planejado. Não foi eu que disse, ok, eu vou tomar conta". O álbum foi originalmente planejado para ser chamar Independent Women, mas depois foi mudado para Survivor por causa dos conflitos que o grupo passou.
A faixa-título foi inspirada em uma piada que uma estação de rádio fez sobre o fato de que três membros já haviam saído do grupo, comparando a banda ao reality show Survivor. Beyoncé foi inspirada a pegar o comentário negativo e transformá-lo em algo positivo, escrevendo uma música sobre. Ela escreveu "Bootylicious" em um voo de avião para Londres enquanto ouvia a faixa "Edge of Seventeen", de Stevie Nicks, quando a palavra "Bootylicious" apareceu na sua cabeça. Enquanto as sessões de gravação do disco estavam acontecendo, Rowland gravou a música "Angel", que apareceu na trilha sonora do filme Down to Earth.

## Legado
Survivor foi incluído no livro 1001 álbuns que você deve ouvir antes de morrer. Este e outros rankings notáveis aparecem na tabela abaixo. As informações sobre os prêmios atribuídos a Survivor são adaptadas da Acclaimed Music, exceto quando especificado em contrário.
| 1001 Albums You Must Hear Before You Die | Estados Unidos | 1001 álbuns que você deve ouvir antes de morrer | 2010 | *  |
| Blender                                  | Estados Unidos | Álbuns do ano                                   | 2001 | 9  |
| The Guardian                             | Reino Unido    | Principais álbuns da década (2000)              | 2009 | 49 |
| NME                                      | Reino Unido    | Álbuns do ano de 2001                           | 2001 | 15 |
| The Face                                 | Reino Unido    | As gravações do ano                             | 2001 | 18 |
| OOR                                      | Países Baixos  | Álbuns do ano                                   | 2001 | 41 |
| Muzik Express/Sounds                     | Alemanha       | Álbuns do ano                                   | 2001 | 15 |
| (*) designa listas desordenadas.         |                |                                                 |      |    |

## Faixas
| Edição Original |                                                           |                                                      |                                             |         |  |
| N.º             | Título                                                    | Compositor(es)                                       | Produtor(es)                                | Duração |  |
| 1.              | "Independent Women"                                       | Beyoncé Knowles S. Barnes Cory Rooney J.C. Olivier   | Knowles Poke and Tone Rooney                | 3:42    |  |
| 2.              | "Survivor" (Inclui o prelúdio de "Bootylicious")          | B. Knowles Anthony Dent Mathew Knowles               | B. Knowles Dent                             | 4:14    |  |
| 3.              | "Bootylicious"                                            | Knowles Rob Fusari Falonte Moore Stevie Nicks        | Knowles Fusari Moore                        | 3:28    |  |
| 4.              | "Nasty Girl"                                              | Knowles Dent M. Bassi N. Hacket                      | Knowles Dent                                | 4:18    |  |
| 5.              | "Fancy"                                                   | Knowles Dwayne Wiggins J. Rotem                      | Knowles Wiggins                             | 4:13    |  |
| 6.              | "Apple Pie à la Mode"                                     | Knowles Fusari Moore                                 | Knowles Fusari Moore                        | 2:59    |  |
| 7.              | "Sexy Daddy"                                              | Knowles Damon Elliott                                | Knowles Damon Elliott                       | 4:07    |  |
| 8.              | "Independent Women Part II"                               | Knowles R. Stewart E. Seats F. Comstock D. Donaldson |                                             | 3:46    |  |
| 9.              | "Happy Face" (Inclui o prelúdio de "Emotion")             | Knowles Fusari Calvin Gaines Bill Lee Moore          | Knowles Fusari Calvin Gaines Bill Lee Moore | 4:32    |  |
| 10.             | "Emotion"                                                 | Barry Gibb Robin Gibb                                | B. Knowles Mark J. Feist M. Knowles         | 3:56    |  |
| 11.             | "Dangerously in Love"                                     | Knowles Errol McCalla Jr.                            | Knowles McCalla Jr.                         | 4:53    |  |
| 12.             | "Brown Eyes" (Inclui o prelúdio de "The Story of Beauty") | Knowles Walter Afanasieff                            | Knowles                                     | 4:47    |  |
| 13.             | "The Story of Beauty"                                     | Knowles Ken Fambro                                   | Knowles Fambro                              | 3:32    |  |
| 14.             | "Gospel Medley" (Dedicado a Andretta Tillman)             | Kirk Franklin Richard Smallwood Knowles              | Knowles                                     | 3:25    |  |
| 15.             | "Outro (DC-3) Thank You"                                  | Knowles Rowland Williams Fusari Lee Gaines           | Knowles Fusari Calvin Gaines Bill Lee       | 4:03    |  |
| Duração total:  | Duração total:                                            | Duração total:                                       | Duração total:                              | 59:37   |  |

| Edição – Internacional |                                                                         |                                               |                                             |         |  |
| N.º                    | Título                                                                  | Compositor(es)                                | Produtor(es)                                | Duração |  |
| 1.                     | "Independent Women"                                                     | Knowles S. Barnes Cory Rooney J.C. Olivier    | Knowles Poke and Tone Rooney                | 3:42    |  |
| 2.                     | "Survivor" (Inclui o prelúdio de "Bootylicious")                        | Dent B. Knowles M. Knowles                    | B. Knowles Dent                             | 4:14    |  |
| 3.                     | "Bootylicious"                                                          | Knowles Rob Fusari Falonte Moore Stevie Nicks | Knowles Fusari Moore                        | 3:28    |  |
| 4.                     | "Nasty Girl"                                                            | Knowles Dent M. Bassi N. Hacket               | Knowles Dent                                | 4:18    |  |
| 5.                     | "Fancy"                                                                 | Knowles Dwayne Wiggins J. Rotem               | Knowles Wiggins                             | 4:13    |  |
| 6.                     | "Apple Pie à la Mode"                                                   | Knowles Fusari Moore                          | Knowles Fusari Moore                        | 2:59    |  |
| 7.                     | "Sexy Daddy"                                                            | Knowles Damon Elliott                         | Knowles, Damon Elliott                      | 4:07    |  |
| 8.                     | "Perfect Man"                                                           | Knowles Stewart Seats                         | Stewart Seats                               | 3:41    |  |
| 9.                     | "Independent Women Part II"                                             | Knowles Stewart Seats F. Comstock Donaldson   |                                             | 3:46    |  |
| 10.                    | "Happy Face"                                                            | Knowles Fusari Calvin Gaines Bill Lee Moore   | Knowles Fusari Calvin Gaines Bill Lee Moore | 4:20    |  |
| 11.                    | "Dance With Me"                                                         | Knowles C. Schack K. Karlin                   | Knowles Soulshock & Karlin                  | 3:43    |  |
| 12.                    | "My Heart Still Beats" (feat. Beyoncé) (Inclui o prelúdio de "Emotion") | Knowles Walter Afanasieff                     | Afanasieff Beyoncé Knowles                  | 4:08    |  |
| 13.                    | "Emotion"                                                               | B. Gibb R. Gibb                               | B. Knowles M. Knowles Mark J. Feist         | 3:56    |  |
| 14.                    | "Brown Eyes"                                                            | Knowles Afanasieff                            | Afanasieff Beyoncé Knowles                  | 3:25    |  |
| 15.                    | "Dangerously in Love" (Inclui o prelúdio de "The Story of Beauty")      | Knowles McCalla Jr.                           | Knowles McCalla Jr.                         | 4:53    |  |
| 16.                    | "The Story of Beauty"                                                   | B. Knowles Fambro                             | B. Knowles Fambro                           | 3:32    |  |
| 17.                    | "Gospel Medley" (Dedicado a Andretta Tillman)                           | Kirk Franklin Richard Smallwood Knowles       | Knowles                                     | 3:25    |  |
| 18.                    | "Outro (DC-3) Thank You"                                                | Knowles Rowland Williams Fusari Lee Gaines    | Knowles Fusari Calvin Gaines Bill Lee       | 4:03    |  |

## Ficha técnica
- Mark J. Feist   – Produção, arranjador, programador musical
- Tony Maserati       – mixagem
- Vladimir Meller     – masterização
- Dave Pensado        – mixagem
- Nunzio Signore      – guitarra
- Richard Travali     – mixagem
- D'Wayne Wiggins     – guitarra, produção
- Richard J. Davis    – Coordenador de produção
- James Hoover        – engenheiro, engenheiro vocal
- Walter Afanasieff   – baixo, programador, programador de bateria, arranjador, produtor, keyboards
- Tom Coyne           – masterização
- Poke                – produtor
- Corey Rooney        – produtor
- Jim Caruana         – engenheiro
- Dexter Simmons      – mixagem
- Poke & Tone         – produtor
- Brian Springer      – engenheiro, engenheiro vocal
- Flip Osman          – assistente de engenharia, assistente
- Jill Topol          – stylist
- Destiny's Child     – Artista principal
- Nick Thomas         – mixagem
- Dan Workman         – guitarrista, mixagem, engenheiro vocal, engenheiro
- Damon Elliott       – produtor,
- Troy Gonzalez       – engenheiro
- Anthony Dent        – produtor, engenheiro
- Rob Fusari          – produtor
- Beyoncé Knowles     – vocais, vocais de apoio, composição, produção, arranjadora
- Kelly Rowland       – vocais, vocais de apoio, composição, arranjadora
- Michelle Williams   – vocais, vocais de apoio
- Farrah Franklin     – vocais de apoio  ("Independent Women Part I & II")
- Michael McCoy       – assistente de engenharia
- Wassim Zreik        – assistente
- Mathew Knowles      – produtor, produtor executivo
- Tina Knowles        – hair stylist, estilista
- Orlando Calzada     – engenheiro
- Michael Conrader    – engenheiro
- Dave Way            – mixagem
- Marla Weinhoff      – Estilista
- Greg Bieck          – keyboards, programador digital, programa digital, engenheiro, programador
- Pete Krawiec        – assistente de engenharia
- Kent Huffnagle      – engenheiro
- Ramon Morales       – engenheiro
- Falonte Moore       – produtor
- K-Fam       – produtor
- Errol McCalla       – programador, produtor
- Bill Lee            – produtor
- Woody Pornpitaksuk  – autor
- Eric Seats          – multi-instrumentista
- Robert Conley       – programador
- Terry T.            – engenheiro
- Thom Cadley         – mixagem
- David Donaldson     – keyboards, engenharia vocal
- Calvin Gaines       – produtor
- David Gleeson       – produtor

## Desempenho nas tabelas musicais
| Chart (2001)                            | Maior posição |
| --------------------------------------- | ------------- |
| Alemanha (Offizielle Deutsche Charts)   | 1             |
| Austrália (ARIA)                        | 4             |
| Áustria (Ö3 Austria Top 40)             | 1             |
| Bélgica (Ultratop Flandres)             | 1             |
| Bélgica (Ultratop Valônia)              | 1             |
| Canadá (Billboard Canadian Albums)      | 1             |
| Dinamarca (Hitlisten)                   | 7             |
| Escócia (Official Scottish Albums)      | 1             |
| Estados Unidos (Billboard 200)          | 1             |
| Estados Unidos (Top R&B/Hip Hop Albums) | 1             |
| Finlândia (Suomen virallinen lista)     | 4             |
| França (SNEP)                           | 4             |
| Itália (FIMI)                           | 9             |
| Japão (Oricon)[carece de fontes?]       | 12            |
| Noruega (VG-lista)                      | 1             |
| Nova Zelândia (RMNZ)                    | 5             |
| Países Baixos (Dutch Charts)            | 1             |
| Polônia (ZPAV)[carece de fontes?]       | 1             |
| Reino Unido (UK Albums Chart)           | 1             |
| Reino Unido (UK R&B Albums Chart)       | 1             |
| Suécia (Sverigetopplistan)              | 2             |
| Suíça (Schweizer Hitparade)             | 1             |

| Chart (2001)                              | Posição |
| ----------------------------------------- | ------- |
| Alemanha (Germany Albums Chart)           | 11      |
| Austrália (Australian Albums Chart)       | 20      |
| Austrália (Australian Urban Albums Chart) | 10      |
| EUA (Billboard 200)                       | 12      |
| EUA (Top R&B/Hip-Hop Albums)              | 16      |
| França (French Albums Chart)              | 44      |
| Países Baixos (Dutch Albums Chart)        | 4       |
| Reino Unido (UK Albums Chart)             | 9       |
| Chart (2002)                              | Posição |
| Austrália (Australian Urban Albums Chart) | 14      |

| Chart (2000–09)                    | Rank |
| ---------------------------------- | ---- |
| EUA (Billboard 200)                | 70   |
| Países Baixos (Dutch Albums Chart) | 93   |

## Vendas e certificações
| Região                                                                                             | Certificação | Vendas     |
| -------------------------------------------------------------------------------------------------- | ------------ | ---------- |
| Alemanha (BVMI)                                                                                    | Platina      | 300,000^   |
| Austrália (ARIA)                                                                                   | 2× Platina   | 140,000^   |
| Áustria (IFPI Áustria)                                                                             | Platina      | 40,000*    |
| Bélgica (BEA)                                                                                      | Platina      | 50,000*    |
| Brasil (Pro-Música Brasil)                                                                         | Ouro         | 50,000*    |
| Canadá (Music Canada)                                                                              | 4× Platina   | 400,000^   |
| Dinamarca (IFPI Dinamarca)                                                                         | Platina      | 50,000^    |
| Espanha (PROMUSICAE)                                                                               | Ouro         | 50,000^    |
| Estados Unidos (RIAA)RIAA                                                                          | 5× Platina   | 4,739,000^ |
| Finlândia (IFPI Finlândia)                                                                         | Platina      | 34,121     |
| França (SNEP)                                                                                      | 2× Ouro      | 228,900    |
| Japão (RIAJ)                                                                                       | 5× Platina   | 200,000^   |
| Noruega (IFPI Noruega)                                                                             | Platina      | 50,000*    |
| Nova Zelândia (RMNZ)                                                                               | 2× Platina   | 30,000^    |
| Países Baixos (NVPI)                                                                               | 2× Platina   | 160,000^   |
| Polônia (ZPAV)                                                                                     | Ouro         | 50,000*    |
| Reino Unido (BPI)                                                                                  | 3× Platina   | 1,000,000  |
| Suécia (GLF)                                                                                       | Platina      | 80,000^    |
| Suíça (IFPI Suíça)                                                                                 | Platina      | 40,000^    |
| Resumo                                                                                             |              |            |
| Europa (IFPI)                                                                                      | 2× Platina   | 2,000,000* |
| *números de vendas baseados somente na certificação ^distribuições baseadas apenas na certificação |              |            |